# غلوريا جونز
غلوريا جونز (بالإنجليزية: Gloria Jones) (و. 1945  م) هي مغنية، وموسيقية، وكاتبة غنائية، ومنتجة أسطوانات، وعازفة بيانو أمريكية، ولدت في سينسيناتي، أوهايو، تستخدم آلات بيانو.

## وصلات خارجية
- غلوريا جونز على موقع IMDb (الإنجليزية)
- غلوريا جونز على موقع ميوزك برينز (الإنجليزية)
- غلوريا جونز على موقع أول ميوزيك (الإنجليزية)
- غلوريا جونز على موقع ديسكوغز (الإنجليزية)
- غلوريا جونز على موقع قاعدة بيانات الفيلم (الإنجليزية)
- غلوريا جونز في قاعدة بيانات الأفلام على الإنترنت